# Brzeźno (Karlino)
Brzeźno (deutsch Hoppekathen) ist ein Wohnplatz in der Woiwodschaft Westpommern in Polen. Er gehört zur Gmina Karlino (Stadt- und Landgemeinde Körlin) im Powiat Białogardzki (Belgarder Kreis). 
Der aus wenigen Häusern bestehende Wohnplatz liegt in Hinterpommern, etwa 110 km nordöstlich von Stettin.  Durch den Wohnplatz verläuft die Woiwodschaftsstraße 163, deren Verlauf hier der ehemaligen Reichsstraße 124 entspricht. Etwa 1 km nordöstlich des Wohnplatzes liegt das Dorf Daszewo (Dassow). Etwa 0,5 km westlich des Wohnplatzes fließt der Fluss Persante, etwa 0,5 km östlich verläuft die Bahnstrecke Neustettin–Kolberg. 
Der Wohnplatz entstand Ende des 19. Jahrhunderts als eine Gruppe von vier Ausbauten des Dorfes Dassow. Den Namen „Hoppekathen“ erhielt er nach dem Familiennamen eines der vier Hofbesitzer, der Hoppe hieß. Vor 1945 gehörte Hoppekathen als Teil der Gemeinde Dassow zum Landkreis Kolberg-Körlin in der preußischen Provinz Pommern. Auf dem amtlichen Messtischblatt war „Hoppekathen“ eingetragen; es wurde jedoch amtlich nicht als besonderer Wohnplatz der Gemeinde geführt.
1945 kam der Ort, wie ganz Hinterpommern, an Polen. Die Bevölkerung wurde durch Polen ersetzt. Hoppekathen erhielt den polnischen Namen Brzeźno.
Heute gehört der Ort zur Gmina Karlino (Stadt- und Landgemeinde Körlin) und dort zum Schulzenamt Daszewo (Dassow).